# 東郷町斧渕
東郷町斧渕（とうごうちょうおのぶち）は、鹿児島県薩摩川内市の大字。旧薩摩国薩摩郡東郷斧淵村、薩摩郡上東郷村大字斧淵、薩摩郡東郷町大字斧淵。郵便番号は895-1106。人口は3,280人、世帯数は1,266世帯（2020年10月1日現在）。面積は15.23平方キロメートル。
江戸時代の斧渕には外城である東郷に置かれた地頭仮屋の周辺に麓集落が形成され、斧渕の南端を流れる川内川沿いには舟倉町と呼ばれる商人町が形成された。大正時代に宮之城線が開通するまで川内川を往来する船舶による貨物輸送が行われており、水運の要衝として栄えた。
1889年（明治22年）の町村制施行により上東郷村の役場が置かれ、2004年（平成16年）の市町村合併まで東郷の中心地となっていた。また、日本国内において4か所のみで伝承されている古浄瑠璃に分類される東郷文弥節人形浄瑠璃（重要無形民俗文化財）が継承されている地域である。

## 地理
薩摩川内市の中北部（東郷地域）、川内川下流域に位置している。字域の北方には東郷町鳥丸、南方には楠元町、白浜町、東方には東郷町南瀬、東郷町山田、西方には田海町（いずれも薩摩川内市）がそれぞれ接している。
字域には薩摩川内市立東郷学園義務教育学校、薩摩川内市立東郷幼稚園、薩摩川内市役所東郷支所（旧東郷町役場）等の公共施設が集積している。北部には東郷総合運動場がある。北部は農業地域、南部の国道267号沿線には商店街と住宅地が広がる。

### 河川
一級河川である川内川が蛇行して西流しており、北部の山地から南流している樋渡川・田海川などの支流が合流する。
- 川内川（一級河川）
  - 樋渡川
  - 田海川
  - 下鶴田川
  - 岩切川

### 自然公園・自然保護地区
東郷町斧渕の一部は、都道府県立自然公園である「川内川流域県立自然公園」の普通地域に指定されている。

### 地名の由来
「斧渕」という地名は斧研山（おのとぎやま）と呼ばれる山があり、この山の山麓で川内川の淵に位置することに由来しているという説がある。

### 小字
「角川日本地名大辞典」によれば東郷町斧渕の小字は以下のとおりである。
古川、川口、大渡、下一重、上一重、廻淵、常盤元、下柚木田、中柚木田、上柚木田、竹下、西前寺渡、常福寺、下淵脇、上淵脇、高城、山居口、石坂、小路、愛宕下、谷ノ口、城内、大手口、東川内、稲園、向江田、庄原、狸ヶ宇都、開山、西俣、久木元、高松、福田、道ノ宮、梅木ヶ迫、鳶巣、新城、上野、宇都良、下ノ迫、榎木田、藤原、久保田、沖牟田、樋渡、赤剥、堂ノ下、諏訪川原、瀬戸ノ上、町口町、下鶴田、上鶴田、善神王、後馬場、柳ヶ丸、猫村、岩下薬師院、宇都、松田、松田川原、七迫、平田、登瀬坂、永迫、内田、古城、穴田、轟、谷津、崩ヶ迫、沖園、寺ヶ原、山仁田、深田、大瀬戸、上穂計、下穂計、栗脇、灰ノ牟礼、小田坂、諏訪谷、丸尾、甲田、小田原、現王、楠松田、小田、簾掛、宮ヶ原、猿喰、平木場、鴛川内、斧研、内浦、石堂、原田、前田、滑石、越ノ元、原道、頭無、岩塚、内繰、茨原、東、小仏町、中棚、浦田、枯木ヶ迫、芹谷、大迫、笠之元、平尾、三本松、造鹿倉、桜ヶ平、下水流、中水流、上水流、佐山、前原、前畑、五社段、通山、久留須、柏木、紫尾ヶ迫、石井手、外戸ノ元、池平、岩切、池畠、大園、八幡前、七ツ枝、大原、京塚、耳仏、荒平、浦田前、木場田、八升坂、登瀬迫、烏帽子形、石原、笹原、茶屋段、松坂、野中、大谷、境ノ谷、高山、大牟礼、古屋敷、家深、鍋川、永山、立岩

## 歴史

### 先史時代
先史時代の遺跡としては、1969年（昭和44年）に松尾神社付近の田畑から弥生土器および古墳時代の須恵器の破片が発見されており、新城跡からも弥生土器とみられる土器の破片が発見されている。

### 平安時代

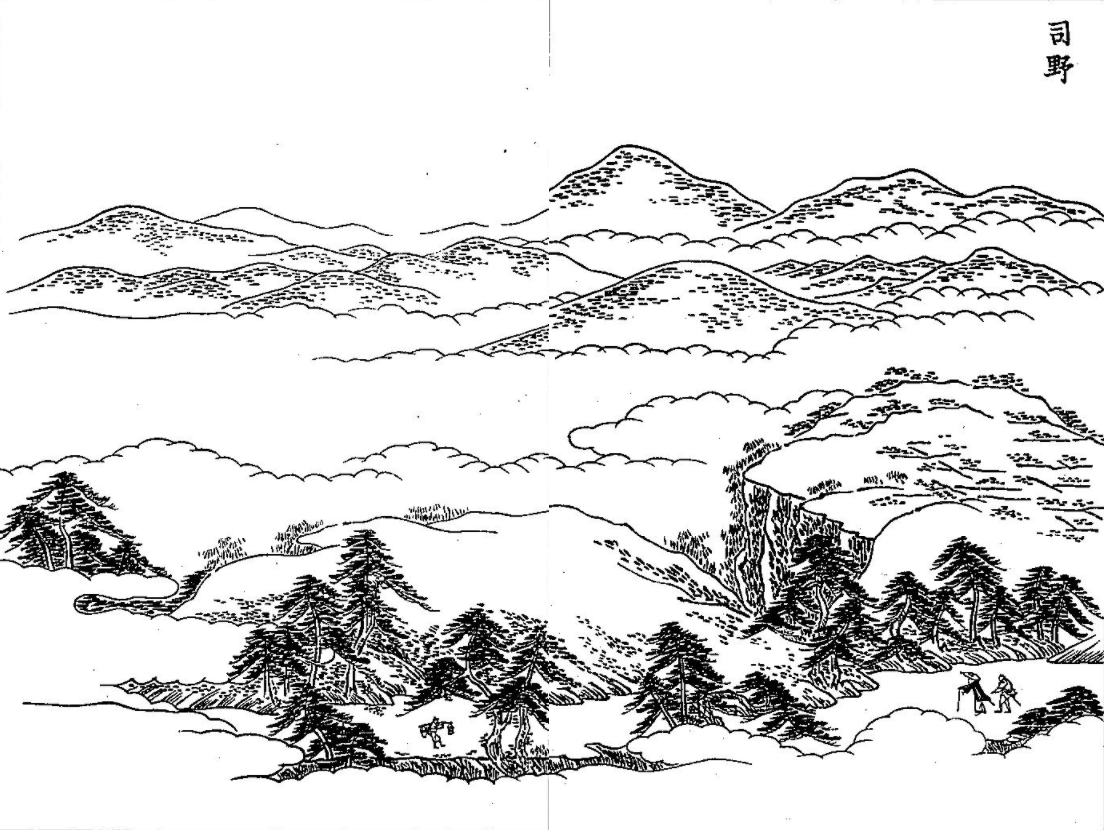
司野の絵図（三国名勝図会）

現在の東郷町斧渕の東部にある司野は古来より風光明媚な地として知られ、平安時代末期の歌人である能因法師の「能因歌枕」にも詠まれたとされる。
司野という地名は古代に国司が下向してきたことに関係するものという説がある。薩摩藩の地誌である「三国名勝図会」には司野について以下のように記述されている。「東郷町郷土史」によれば、後述の大前氏の居城した国司城の境域は現在の司野まで含まれており、国司城の山野であったことから司野という地名が付いたとされる。

司野 斧淵村にあり、山崎への通路にて、列松道を來み、左右は田野なり、人家も所々にあり、能因法師歌枕に、薩摩の名所とす、邑人司野原と呼ぶ此野高敞にして、後は笠山野の牧に對し、西は松林の岡阜あり、南は入來樋脇の諸山相連り、串木野の冠岳を遙に雲裏に望み、眺望の景色、殊に勝れたり、故に行客旅人を暫時の足を停め、吟味の目を慰さめて、松陰に憩はざるはなし、大府巡検使、巡行の時は、爰に行亭を建らる故事なり、土俗に茶屋之段と呼へり、當邑は往古國司の治所にして、其城址司野の西二十二町余にあり、即前條國司古城是なり、王代の時は、國々の司、京都より下向して、三年、或は五年に、交代せる事なる、司野の名は、國司の下向せし時、故ありて名つけしにや、未だ其權與を考へず、
—三国名勝図会巻之十二

### 中世の斧淵

#### 大前氏の統治と斧渕城
高城郡をはじめとして日置郡や薩摩郡などの島津荘の寄郡・没官御領の地頭となっていた千葉氏の千葉常胤が権力を失い、国司制の衰退とともに大前氏（おおくま）の大前道友が高城郡東郷に斧渕城を構え、東郷や高城・祁答院を統治した。斧渕城は別名を国司城・古城といい、司野からかつての薩摩川内市立東郷小学校に至る丘陵地帯にあった。斧淵城（國司古城）について三国名勝図会では以下のように記述している。

國司古城　斧淵村にあり、又斧淵城ともいふ、往古國司大前氏代々居城なりといふ、今は大前氏を古城殿と呼へり、大前氏の事跡鶴岡城の下に詳なり、建久八年、十二月鎌倉の御教書に、在國司内裏大番來春云云と見いしは、爰に居住せし、在國司道胤なり。
—三国名勝図会巻之十二
大前氏は平安時代末期から南北朝時代にかけての313年間にわたり、東郷別符・高城郡・薩摩郡・祁答院・伊集院・入来院・甑島などを統治した。現在では大前氏の供養塔とされる塔が古城跡に残っており、「古城殿石塔」として薩摩川内市の指定文化財となっている。大前氏は室町時代の正平8年（1353年）に田海の車内（現在の田海町）に居城していた渋谷氏末裔の車内氏が東郷を統一し、その後斧渕の鶴岡城に転居した車内氏の子孫は東郷氏を名乗った。それまでの東郷の領主であった大前氏の長男は東郷氏、次男・三男は入来院氏の家臣になったとされる。

#### 斧淵の成立と東郷氏の動き
斧渕という地名は南北朝時代より見え、薩摩国東郷のうちであった。永和4年（1378年）の高城真宗譲状に「東郷之鋒（斧）淵村」という記述があるのが地名の初見であるとされている。
斧渕村は東郷氏の統治下となっていたが、斧淵の一部の区域は大口に居住していた高城氏が領していたとされる。天正15年（1587年）の九州平定の際に東郷氏は鶴岡城に籠り川内方面に進軍していた豊臣秀吉の軍に対して抗戦の意を示したとされるが、鶴岡城を開城して秀吉の軍に降りた。翌年の天正16年（1588年）に東郷氏の東郷重虎は佐土原（現在の宮崎県宮崎市佐土原地域）に移封され、宮之城島津家の島津忠長が新たな東郷の領主となった。

### 近世の斧淵
江戸時代には薩摩国薩摩郡東郷（外城）のうちであった。村高は「天保郷帳」では2,227石余、「郡村高辻帳」では2,227石余、「三州御治世要覧」では2,160石余、「旧高旧領取調帳」では2,203石余であった。
斧淵には東郷の地頭仮屋が置かれており、田海村（現在の田海町）から移され舟倉の後馬場に置かれていたが、延享年間に鶴岡城の跡付近の高城南麓の小路に移された。地頭仮屋の周辺には麓集落が形成されていた。寛政12年には郷士が366家あったとされる。外城である東郷の地頭は掛持地頭となっており遥任であった。
江戸時代に入って慶長19年（1614年）に宮之城島津家が転封されたのちは薩摩藩の直轄領となった。東郷では薩摩藩の直轄領となったことから地頭による統治が行われることとなり斧淵村の地頭には敷根頼国が就任した。寛永10年（1633年）に日置島津家の島津久慶が東郷領主となったが、延宝8年（1680年）には日置島津家の島津久竹の願いにより旧領の日置（現在の日置市日吉町日置・日吉町山田の区域）へ移封となった。これにより再び東郷は薩摩藩の直轄領となった。

#### 人形浄瑠璃の伝来
「東郷町郷土史」によれば元禄元年（1698年）の参勤交代の際に東郷の武士が江戸より文弥節の師匠を連れ帰り東郷に人形浄瑠璃を広めたとされている。この人形浄瑠璃が斧淵で広まったものが断絶を繰り返しながら今日まで伝承されてきた国指定重要無形文化財「東郷文弥節人形浄瑠璃」である。
ただし、文弥節の由来については前述の元禄元年（1698年）説の他に、寛永10年（1670年）に上方から伝来した説、南瀬村（現在の東郷町南瀬）から伝来したという説がある。南瀬村からの伝来について上村・野中（2014）では「斧渕で人形浄瑠璃が断絶かけた際に南瀬からの刺激によって復活したことを物語るものと位置付けてよいではないだろうか」として伝来の説ではなく断絶しかけた時に復活したときの話であろうとしている。

#### 舟倉町と水運

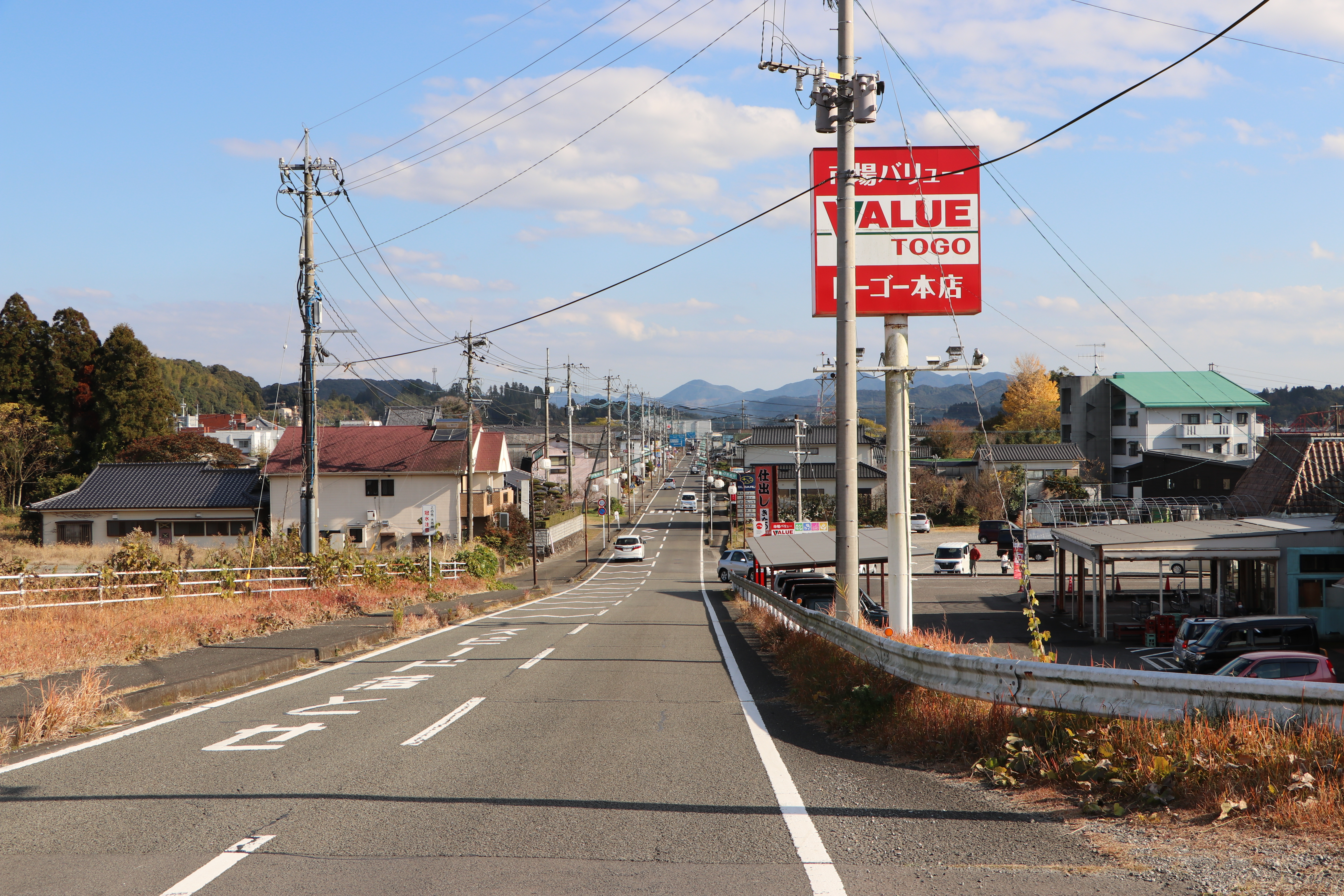
現在の舟倉町の街並み

東郷の地頭仮屋が置かれた往還沿い（現在の国道267号旧道）の地区は「舟倉」と称されていた。舟倉町は川内川と樋渡川が合流している付近にあり、内陸交通や水運交通の要地となっていた。
1884年（明治17年）に船倉が独立して舟倉町となったとされる。同年頃の東西5町、南北1町10間にわたる街並みを形成していた。県地誌によれば和船が14隻あったとされる。大正時代末期の宮之城線開通やバスの運行が開始されるまでは川内川を利用した水運が利用されており、舟倉の渡船場は藤川（現在の東郷町藤川）方面からの荷物で賑わい、憩いの場所として蕎麦屋や豆腐屋等が繁盛したという。
舟倉には川薩でも屈指の豪商として知られた商家の田代家があり、田代小路と呼ばれる通りが川内川に突き当たる場所に船着き場が置かれた。田代家は明治時代になると、鹿児島の商人である岩元善兵衛に士族から買い取った金禄公債を売り渡したり、5,000円を借り入れたりと経営が苦しい状態となっていた。田代氏は山形屋から暖簾分けを許され、川内の向田町に山形屋川内支店を開き、1963年（昭和38年）に閉店するまで向田の地で商売を営んでいた。

#### 明治初期の斧淵
明治時代になり、1874年（明治7年）12月6日には現在の東郷郵便局の前身となる東郷郵便役所が斧淵に設置された。1879年（明治12年）には斧淵村・山田村・南瀬村・宍野村・鳥丸村・藤川村を管轄する戸長役場が斧淵村に置かれた。1887年（明治20年）に隈之城警察署東郷巡査駐在所が舟倉に置かれた。この東郷巡査駐在所は2012年（平成24年）に水引駐在所・城上駐在所・上川内交番とともに統合され高城町に川内北交番として設置されるのに伴い廃止されるまで125年にわたり存続した。

### 町村制施行以降
1889年（明治22年）4月1日に町村制が施行されたのに伴い、東郷のうち斧淵村・山田村・南瀬村・宍野村・鳥丸村・藤川村の6村の区域より薩摩郡上東郷村が成立した。それまでの斧淵村の区域は上東郷村の大字「斧淵」となった。斧淵村に置かれていた戸長役場は町村制による上東郷村役場となった。上東郷村の資料では舟倉町も1つの大字とされている。
1922年（大正11年）6月7日には舟倉の上町で大火が発生した。1943年（昭和18年）9月には大洪水が発生し荒川内集落で4名が死亡した。
第二次世界大戦中には甑島の下甑村大字藺牟田（現在の鹿島町藺牟田）にある松崎国民学校（現在の薩摩川内市立鹿島小学校）の児童が斧渕の東郷国民学校（のちの薩摩川内市立東郷小学校）に疎開した。1945年（昭和20年）7月29日には舟倉にアメリカ軍による空襲が行われ、投下された焼夷弾によって167戸が焼失した。1950年（昭和25年）から1954年（昭和29年）にかけては毎年東郷町では水害の被害を受け、1957年（昭和32年）の水害では特に舟倉は大きな被害を受けた。
1952年（昭和27年）12月1日に上東郷村が東郷村に改称、即日町制施行し、東郷町となった。1980年（昭和55年）にはグランドや軟式野球場・ソフトボール場・テニスコート場・ゲートボール場などを備えた総合体育施設が供用開始し、1982年（昭和57年）には町民体育館が完成した。1977年（昭和52年）には国道267号の田海バイパス（川内市田海町～薩摩郡東郷町斧渕司野）の建設に着手し、1992年（平成4年）10月に全線開通した。
1997年（平成9年）3月26日と5月13日に鹿児島県の北西部において地震が発生した（鹿児島県北西部地震）。地震後の3月27日に気象庁が東郷町の状況について現地調査したところによれば、東郷町役場では震度5弱相当の地震であったとされ、庁舎の階段に微小なひび割れがみられた。
2004年（平成16年）10月12日に東郷町が川内市、薩摩郡樋脇町、入来町、祁答院町、下甑村、上甑村、里村、鹿島村と新設合併し薩摩川内市が設置された。この市町村合併に伴い設置された法定合併協議会において大字名については「従前の町名を従前の大字に冠したものをもって、大字とする。」と協定され、旧町名である「東郷町」を従前の大字名である斧渕に冠することとなった。
合併当日の10月12日に鹿児島県の告示である「 字の名称の変更」が鹿児島県公報に掲載された。この告示の規定に基づき即日名称の変更が行われ、大字名が「斧淵」から薩摩川内市の大字「東郷町斧渕」に改称された。

## 人口
以下の表は国勢調査による小地域集計が開始された1995年以降の人口の推移である。
| 年                 | 人口  |
| ------------------ | ----- |
| 1995年（平成7年）  | 3,233 |
| 2000年（平成12年） | 3,417 |
| 2005年（平成17年） | 3,663 |
| 2010年（平成22年） | 3,519 |
| 2015年（平成27年） | 3,462 |
| 2020年（令和2年）  | 3,280 |

## 文化財

### 国指定
- 東郷文弥節人形浄瑠璃（重要無形民俗文化財、東郷文弥節人形浄瑠璃保存会）[65]
前述のとおり、東郷町斧渕に江戸時代の前期頃より伝わる浄瑠璃である[35]。文楽とは異なり、女人形は2人・男人形は1人で扱うことから、操り手も同時に踊る必要があるという特徴をもつ[35]。浄瑠璃の中でも古浄瑠璃に分類され[13]、日本国内でも4か所でのみ伝承されているものの1つとされる[12]。2004年（平成16年）に鹿児島県の指定無形民俗文化財に指定され[36]、2008年（平成20年）には国の重要無形民俗文化財に指定された[66][67]。

### 市指定
- 松尾神社の木像（有形文化財（彫刻））[68]
- 経塚山板碑（有形文化財（歴史資料））[69]
- 石堂の田の神（有形民俗文化財）[70]
- 小路磨崖仏（記念物（史跡））[71]
- 司野古石塔群（記念物（史跡））[72]
- 古城殿石塔（記念物（史跡））[25]
- 渋谷重親墓碑（記念物（史跡））[25]

## 施設

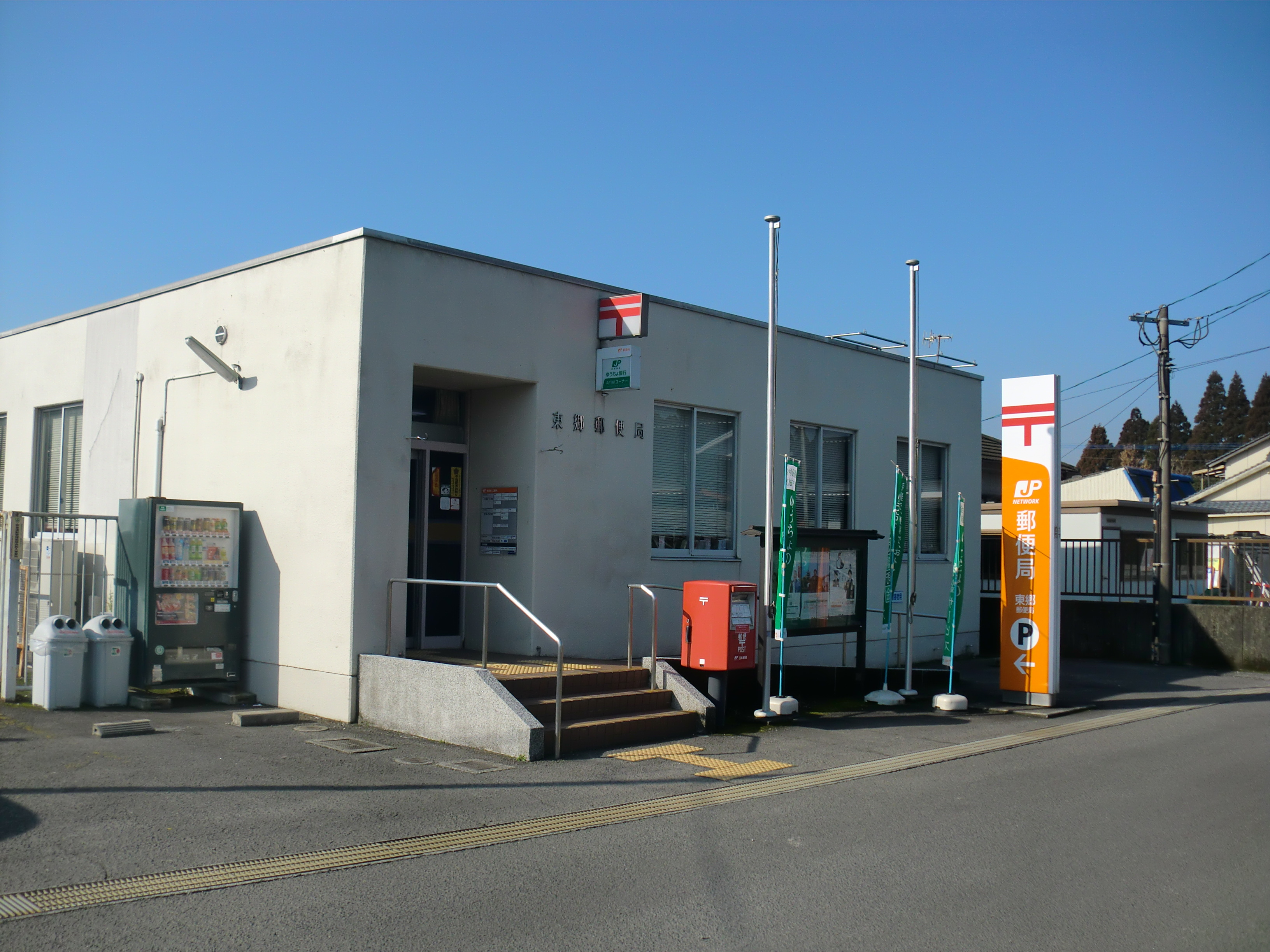
東郷郵便局

### 公共
- 薩摩川内市役所東郷支所[73]
- 東郷保健センター[74]
- 東郷公民館[75]
  - 薩摩川内市立図書館東郷分館[75]
  - 斧渕地区コミュニティセンター[76]
- 東郷総合運動場[77]
- とうごう共同福祉施設アミティプラザ東郷[78]

### 教育
- 薩摩川内市立東郷学園義務教育学校[79]
- 薩摩川内市立東郷幼稚園[80]
- 若あゆこども園[81]

### 郵便局
- 東郷郵便局[82]

### 寺社
- 諏訪神社[83]
- 妙見神社[83]
- 愛宕神社[83]
- 五社神社[83]
- 松尾神社[83]
- 九玉淹崎神社[83]
- 水天宮[83]
- 司野神社[83]
- 浄久寺（浄土真宗本願寺派）[84]
- 金剛寺（臨済宗相国寺派）[85]

## 産業
2014年（平成26年）の経済センサスによれば東郷町斧渕に所在する民営の事業所数は99事業所であり従業者数は862名であった。業種別には飲食料品小売業・その他小売業がそれぞれ10事業所、総合工事業が5事業所、窯業・土石製造製造業が4事業所、農業が3事業所、職別工事業・食料品製造業・電気機械器具製造業・道路貨物運送業・機械器具棚卸業・その他の棚卸業・織物・衣服・身の回り小売業がそれぞれ2事業所、水産養殖業・プラスチック製品製造業・生産用機械器具製造業・建築材料、鉱物・金属材料等棚卸業・機械器具小売業・無店舗小売業がそれぞれ1事業所の順であった。
2015年（平成27年）の国勢調査によると東郷町斧渕に居住する15歳以上の就業者数は1,601人であり、産業別では多い順に製造業が373人、医療・福祉が307人、卸売業・小売業が231人、建設業が114人、農業・林業が109人、サービス業が75人、運輸業・郵便業が94人、宿泊業・飲食サービス業が64人、生活関連サービス業・娯楽業が45人の順となっている。

### 商業
江戸時代には野町と呼ばれる商人町として舟倉町があった。明治時代には藍染物屋・油しめ屋・焼酎屋・豆腐屋・駄菓子屋・反物屋があり、大正時代には料亭が8軒ほどあったとされるが、1943年（昭和18年）に料亭についてはすべてが廃業した。1985年（昭和60年）には大型のスーパーマーケットである東郷スーパーが開店した。
その他にも2月26日と12月26日に開かれる市があった。市は国道267号の整備による交通量増加にともなって場所を移して開催された。「東郷町郷土史続編」には舟倉商店街で2月と12月の第4日曜日に「とうごう市」と呼ばれる市が開かれていると記載されている。
現在の薩摩川内市街地にあたる旧川内市への大型商業施設の進出によって購買力の流出が発生している。

## 教育

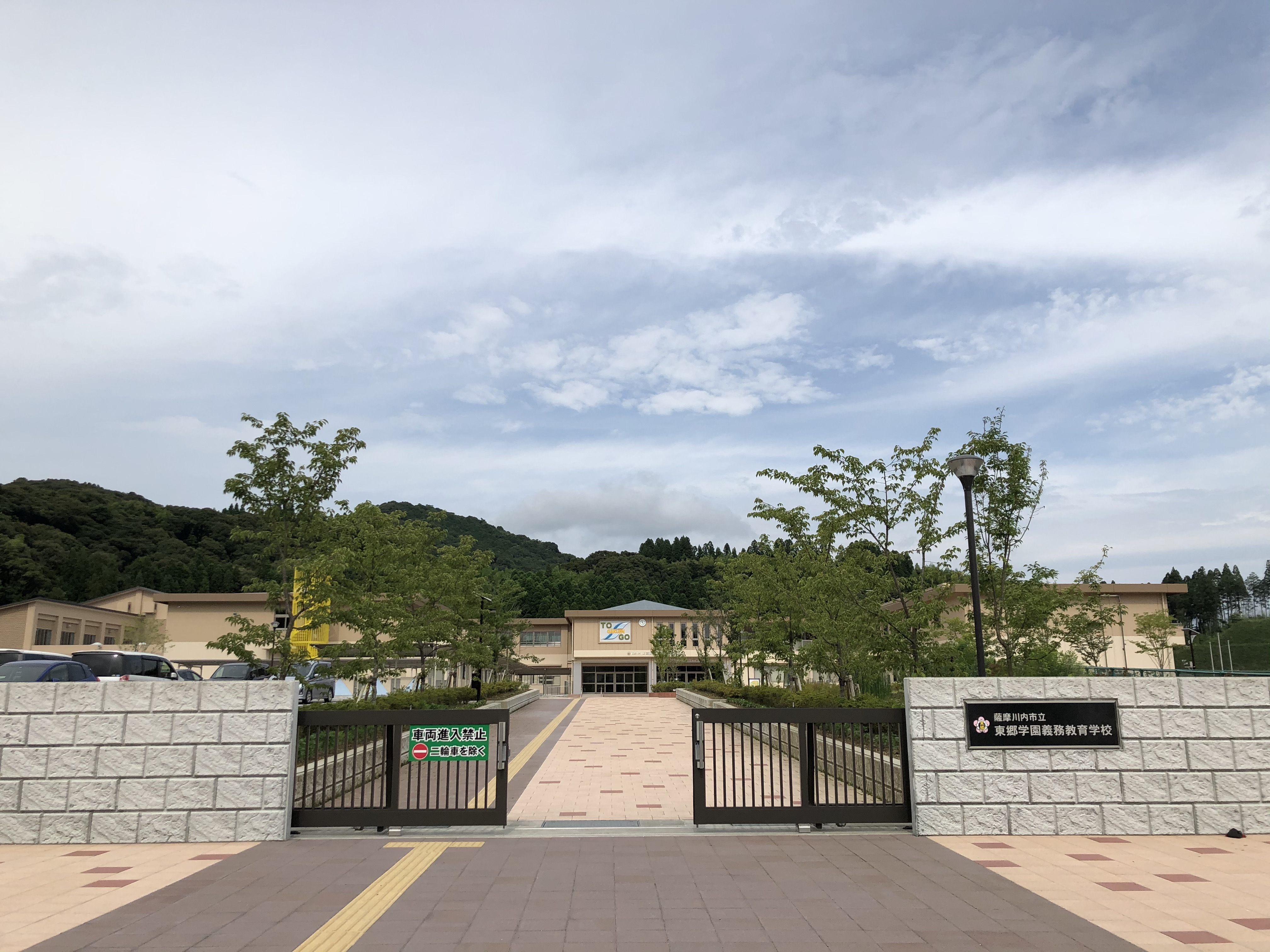
薩摩川内市立東郷学園義務教育学校

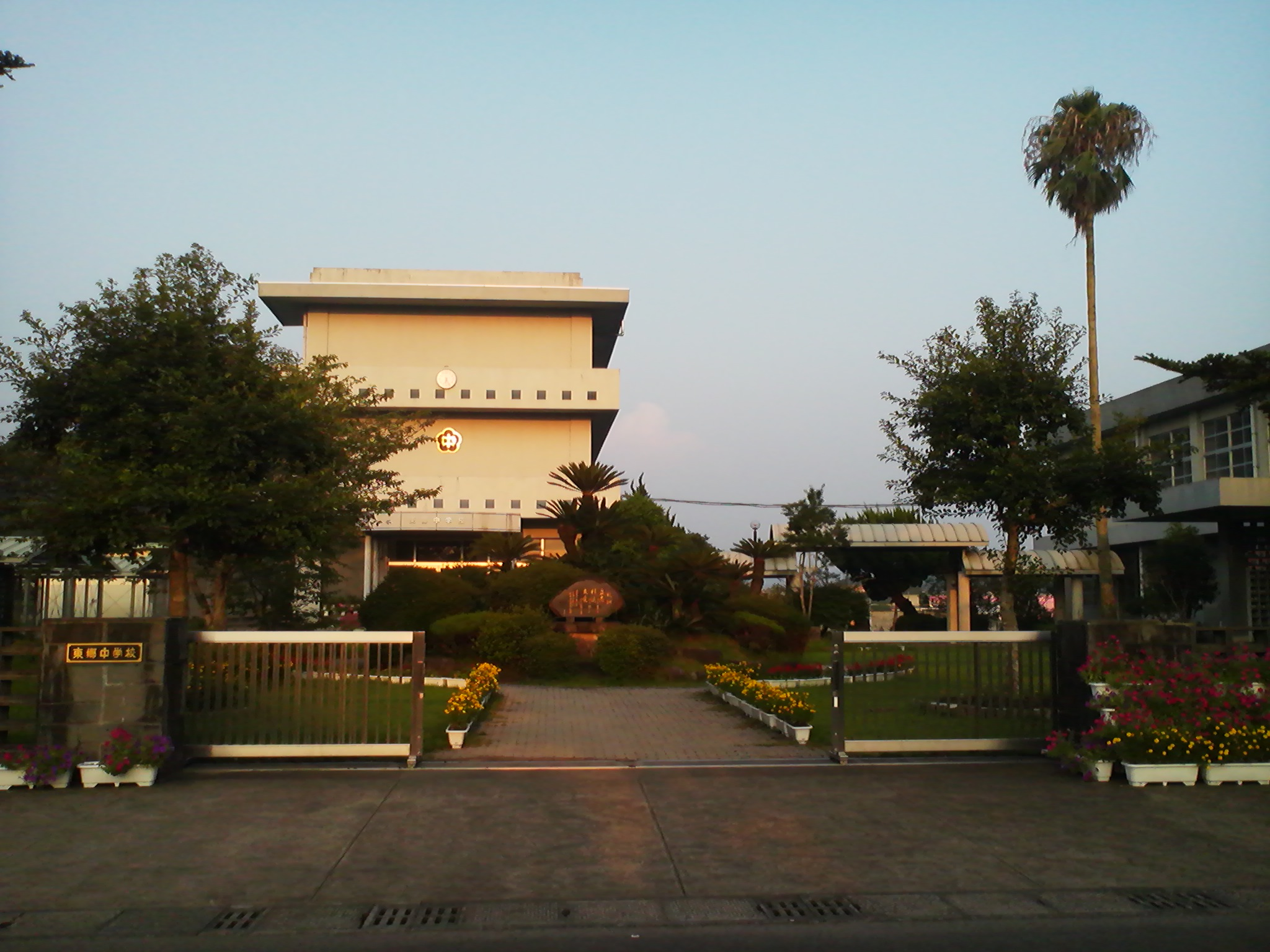
薩摩川内市立東郷中学校

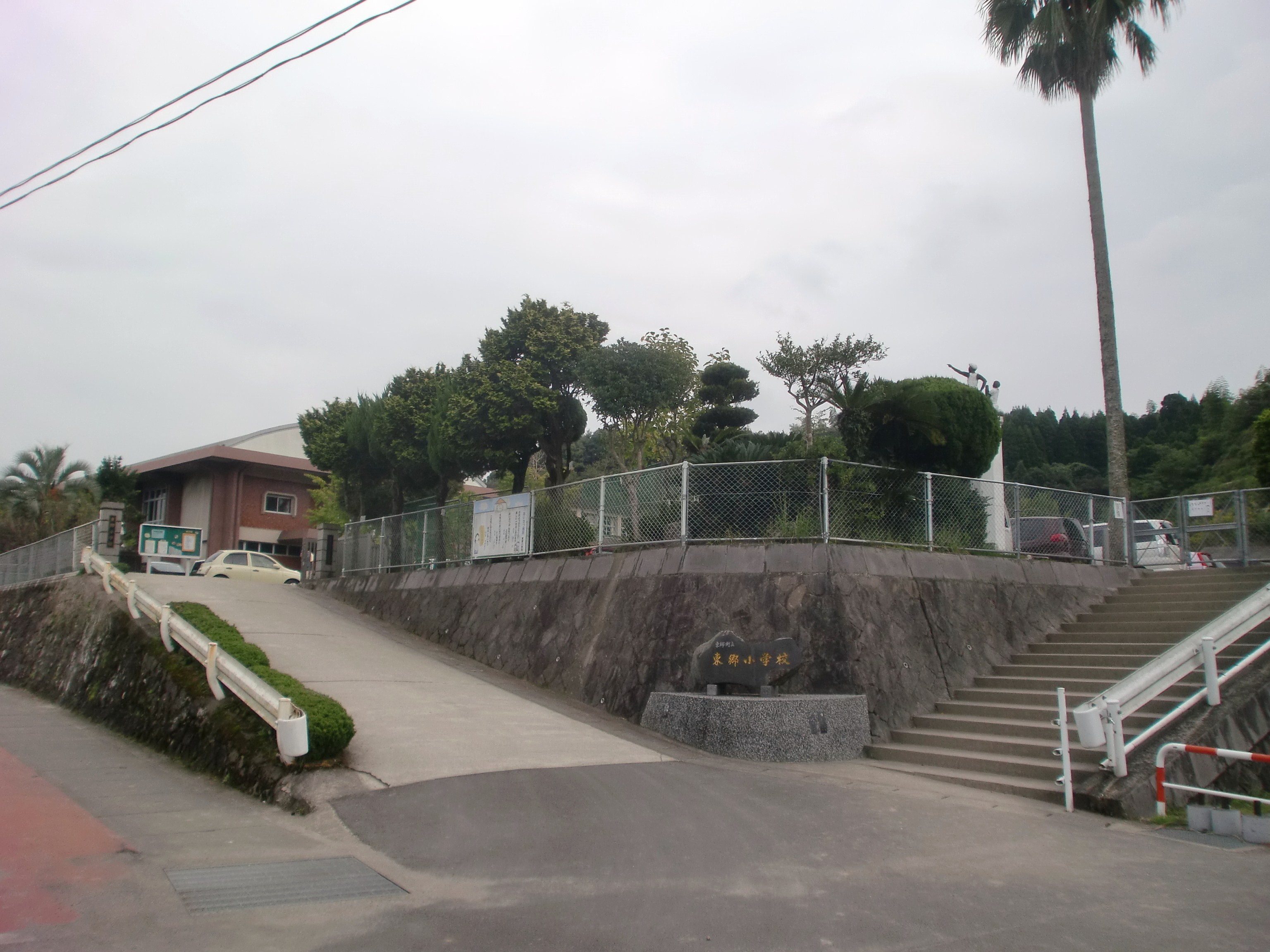
薩摩川内市立東郷小学校

東郷町斧渕には2021年（令和3年）現在では「薩摩川内市立東郷学園義務教育学校」、「薩摩川内市立東郷幼稚園」があり、かつては「鹿児島県立東郷高等学校」、「薩摩川内市立東郷中学校」、「薩摩川内市立東郷小学校」が存在していた。

### 高等学校
1908年（明治41年）に上東郷村立東郷女子実業補習学校（のちに上東郷村立東郷実践女学校となる）として設置され、1930年（昭和5年）には南瀬・山田・東郷・鳥丸・藤川の各補習学校が統合され上東郷村立東郷公民学校（のちに上東郷村立東郷青年学校となる）が設置された。1948年（昭和23年）に東郷実践女学校と東郷青年学校が統合し、「上東郷村立東郷高等学校」が設置され、1966年（昭和41年）には東郷町から鹿児島県に移管された。1985年（昭和60年）には新入生の減少により募集停止となり、1987年（昭和62年）に閉校した。

### 義務教育学校
「薩摩川内市立東郷学園義務教育学校」は、東郷町斧渕4564番地にある義務教育学校（小中一貫校）である。小学校にあたる前期課程と中学校にあたる後期課程からなり、2019年（平成31年）4月に開校した。東郷学園義務教育学校の通学区域は旧東郷町の全域にあたる東郷町斧渕・東郷町鳥丸・東郷町宍野・東郷町藤川・東郷町南瀬・東郷町山田が指定されている。

### 中学校
「薩摩川内市立東郷中学校」は、かつて東郷町斧渕600番地にあった中学校である。1947年（昭和22年）に上東郷村立東郷中学校として開校し、2019年（平成31年）3月に東郷学園義務教育学校に移行するのに伴って閉校した。

### 小学校
「薩摩川内市立東郷小学校」は、かつて東郷町斧渕4768番地にあった小学校である。1873年（明治6年）に外城第42郷校として地頭仮屋に設立され、1875年（明治8年）には東郷小学校に改称した。その後尋常小学校、尋常高等小学校、国民学校となり、東郷小学校となった。2019年（平成31年）3月に東郷学園義務教育学校に移行するのに伴って閉校した。

### 幼稚園
「薩摩川内市立東郷幼稚園」は、東郷町斧渕4773番地にある幼稚園である。1951年（昭和26年）に東郷校区幼児学級として開設され、1967年（昭和42年）に東郷校区幼児学級が町立幼稚園になった。1987年（昭和62年）に山田幼稚園・南瀬幼稚園・鳥丸幼稚園・藤川幼稚園が統合された。

### 小・中学校の学区
市立小・中学校に通う場合、学区（校区）は以下の通りとなる。
| 大字       | 番地 | 小学校                                           | 中学校                                           |
| ---------- | ---- | ------------------------------------------------ | ------------------------------------------------ |
| 東郷町斧渕 | 全域 | 薩摩川内市立東郷学園義務教育学校（義務教育学校） | 薩摩川内市立東郷学園義務教育学校（義務教育学校） |

## 交通

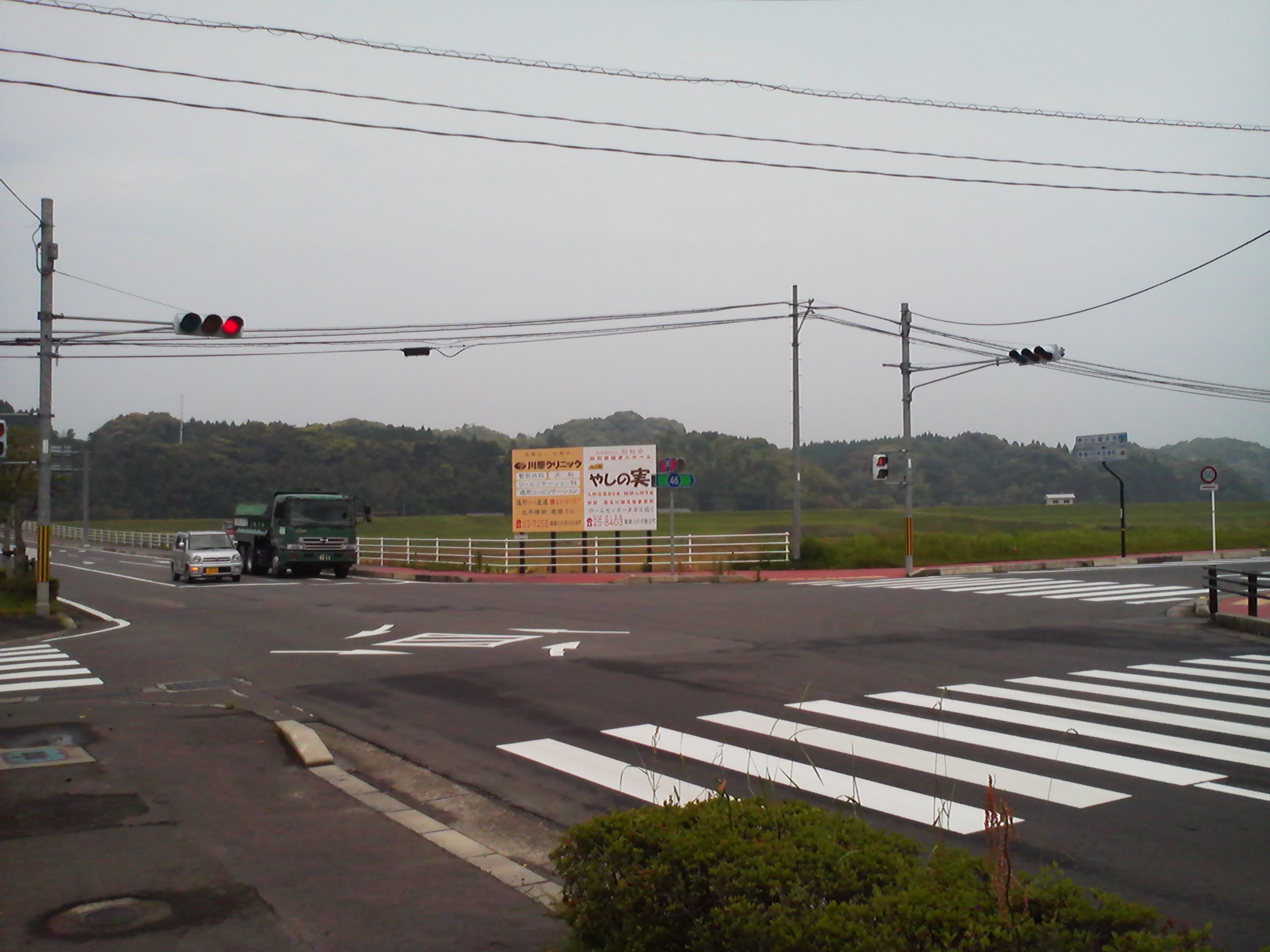
国道267号と鹿児島県道46号阿久根東郷線が交差する東郷小学校下にある交差点

字域の南部には国道267号が東西に通っている。国道267号はかつては川内川沿いの舟倉を通るルートであったが、1992年（平成4年）にその北方を通る田海バイパスが開通した。旧道は2000年（平成12年）10月に東郷町道川口司野線となった。西部には鹿児島県道46号阿久根東郷線が南北に通り、阿久根方面へ接続している。
また、薩摩川内市役所東郷支所付近より鹿児島県道335号市比野東郷線が南方に向けて通っており、中央部では鹿児島県道344号東郷山田宮之城線が東西に通り、東郷町山田などを経てさつま町を結んでいる。かつては川内川を東郷橋で渡った反対岸には日本国有鉄道宮之城線の楠元駅が所在しており、最寄り駅であった。

### 道路
一般国道
- 国道267号

主要地方道
- 鹿児島県道46号阿久根東郷線

一般県道
- 鹿児島県道335号市比野東郷線
- 鹿児島県道344号東郷山田宮之城線

### 路線バス
- 鹿児島交通
- 小路三叉路 - 東郷下 - 舟倉下 - 斧渕 - 平和公園入口 - 前原住宅 - 五社 - 司野ゆったり館 - 司野峠 - 司野上 -
- 薩摩川内市コミュニティバス
（北部循環バス 城上・吉川循環線[106]） - 小路 - 東郷下 - 舟倉下 - 東郷支所前 -
（市内横断シャトルバス 東郷・祁答院コース[107]） - 舟倉下 - 東郷支所前 - 五社 - 司野ゆったり館 -